# Dodge Sprinter
 (février 2022).
Si vous disposez d'ouvrages ou d'articles de référence ou si vous connaissez des sites web de qualité traitant du thème abordé ici, merci de compléter l'article en donnant les références utiles à sa vérifiabilité et en les liant à la section « Notes et références ».

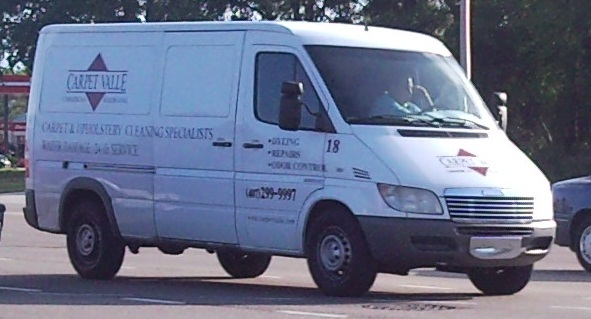
Freightliner Sprinter (États-Unis)

Le Dodge Sprinter était un véhicule utilitaire portant la marque du constructeur automobile américain Dodge mais était en fait le rebadgeage du Mercedes-Benz Sprinter lancé en 1995, en Allemagne, pour remplacer l'ancien et obsolète Mercedes-Benz TN. Il a également été assemblé aux États-Unis sous la marque Freightliner. 
Le modèle a connu deux générations distinctes, la première donna lieu à des réclamations de la clientèle à cause de sérieux problèmes de fiabilité, la 2e génération n'a pas réussi à corriger tous les défauts reprochés à la 1re série. Il est réputé pour ses problèmes récurrents de rouille.

## La1regénération(mod. 903) (2001 - 2006)
La première génération du Sprinter (mod. 903) a été lancée en Europe en 1995 pour remplacer l'obsolète Mercedes-Benz TN datant de 1977. 
La première génération (châssis VA) du Sprinter en Amérique du Nord a été lancée en 2001 aux États-Unis sous la marque Freightliner. Tous les modèles commercialisés dans les autres pays d'Amérique du Nord ont porté le logo Mercedes-Benz jusqu'en 2003 quand ils ont été vendus sous la marque Dodge ou Freightliner, sauf au Mexique.
L'assemblage et la commercialisation du modèle étaient contrôlés par la société Daimler-Chrysler Vans LLC, une petite entité basée à Huntersville (Caroline du Nord). (NDL : À partir de 1998, Chrysler et Mercedes-Benz ayant fusionné, ils ne formaient qu'un seul groupe. Les deux sociétés se sont séparées en 2007. Voir Daimler (entreprise)).
DaimlerChrysler Vans LLC a conservé l'entière responsabilité du service après vente du Sprinter sur le marché nord-américain jusqu'à la création de la division "Commercial Vehicle Chrysler" en 2004. En 2003, DaimlerChrysler a supprimé le logo Mercedes sur le Sprinter pour le remplacer par Dodge, un modèle strictement identique au Freightliner Sprinter.
De 2001 à 2006, les Sprinter fourgons (cargo) ont été fabriqués à Düsseldorf, en Allemagne, et expédiés en CKD dans une usine à Gaffney (Caroline du Sud) où ils étaient assemblés. Ces versions cargo, classées comme camionnettes, étaient soumises à la « chicken tax » de 25%. Les versions Wagon et Van n'étant pas soumises aux mêmes restrictions fiscales, ont été importées librement par Mercedes-Benz.
Quelques exemplaires en version châssis cabine de ce modèle a été assemblés dans l'usine de Ladson en Caroline du Sud, pour être équipés par American LaFrance en véhicule de pompiers.

## La2egénération(mod. 906) (2007 - 2009)

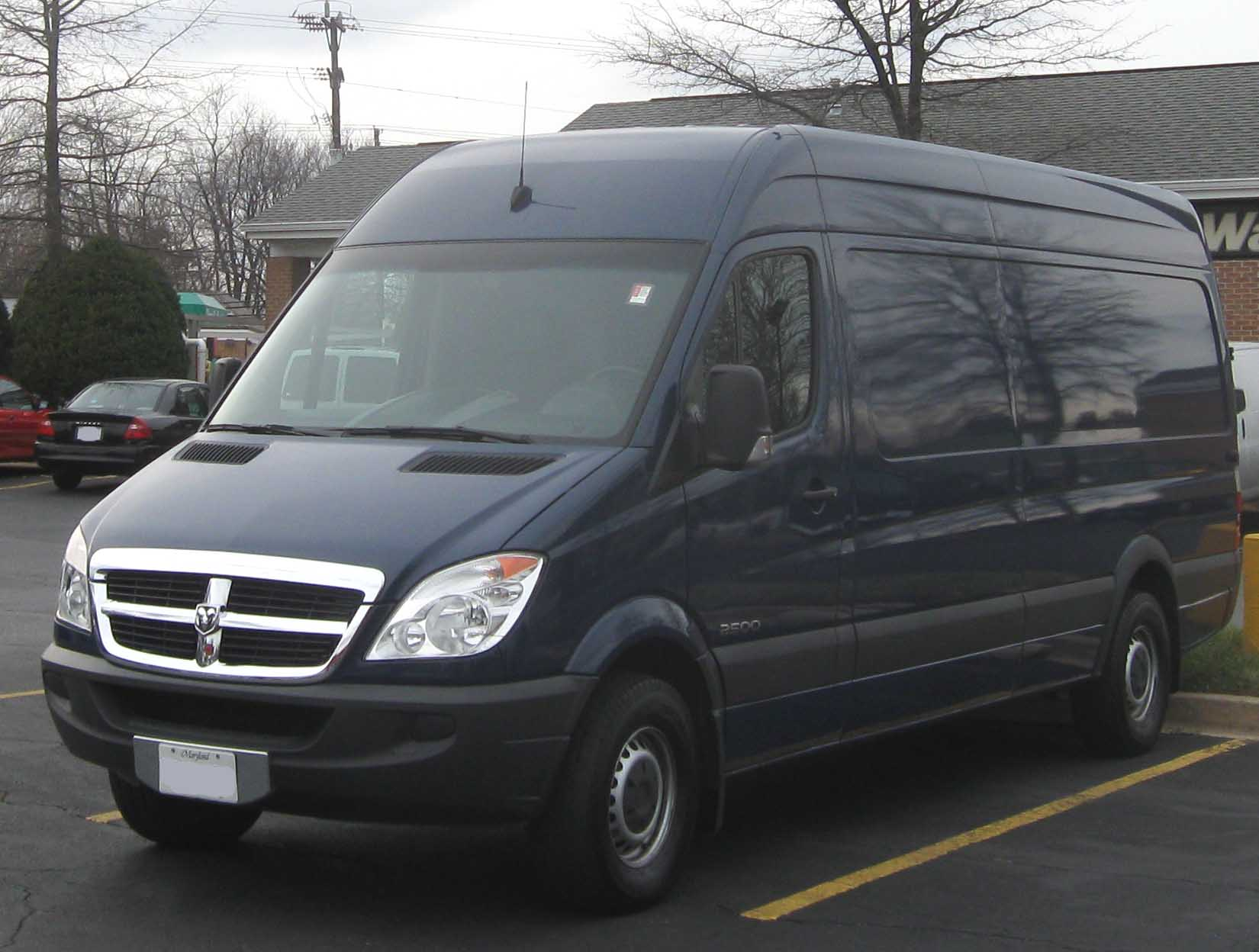
Dodge Sprinter 2e génération

La 2e génération du Sprinter (mod. 906) a été lancée au début de l'année 2007. Il est également connu sous le nom de NCV3 pour "Nouveau Concept Van 3". L'NCV3 est apparu en Europe et dans d'autres pays avec le MY 2006. En Amérique du Nord, le NCV3 a été commercialisé avec l'année modèle 2007.
 
La version cargo du NCV3 était disponible avec deux empattements (3,250 mm et 4,325 mm, deux hauteurs de toit et trois longueurs (court 5,245 mm, normal 6,910 mm et long 7,345 mm), et deux poids (2,0 et 4,4 tonnes). Selon la législation américaine, la version à empattement court européenne et la monte de pneus simples à l'arrière n'étaient pas disponibles sur le marché américain. Comme pour la 1re génération, la version fourgon USA a été assemblée en CKD dans l'usine de Ladson, en Caroline du Sud, tandis que les modèles de tourisme étaient importés directement d'Allemagne.

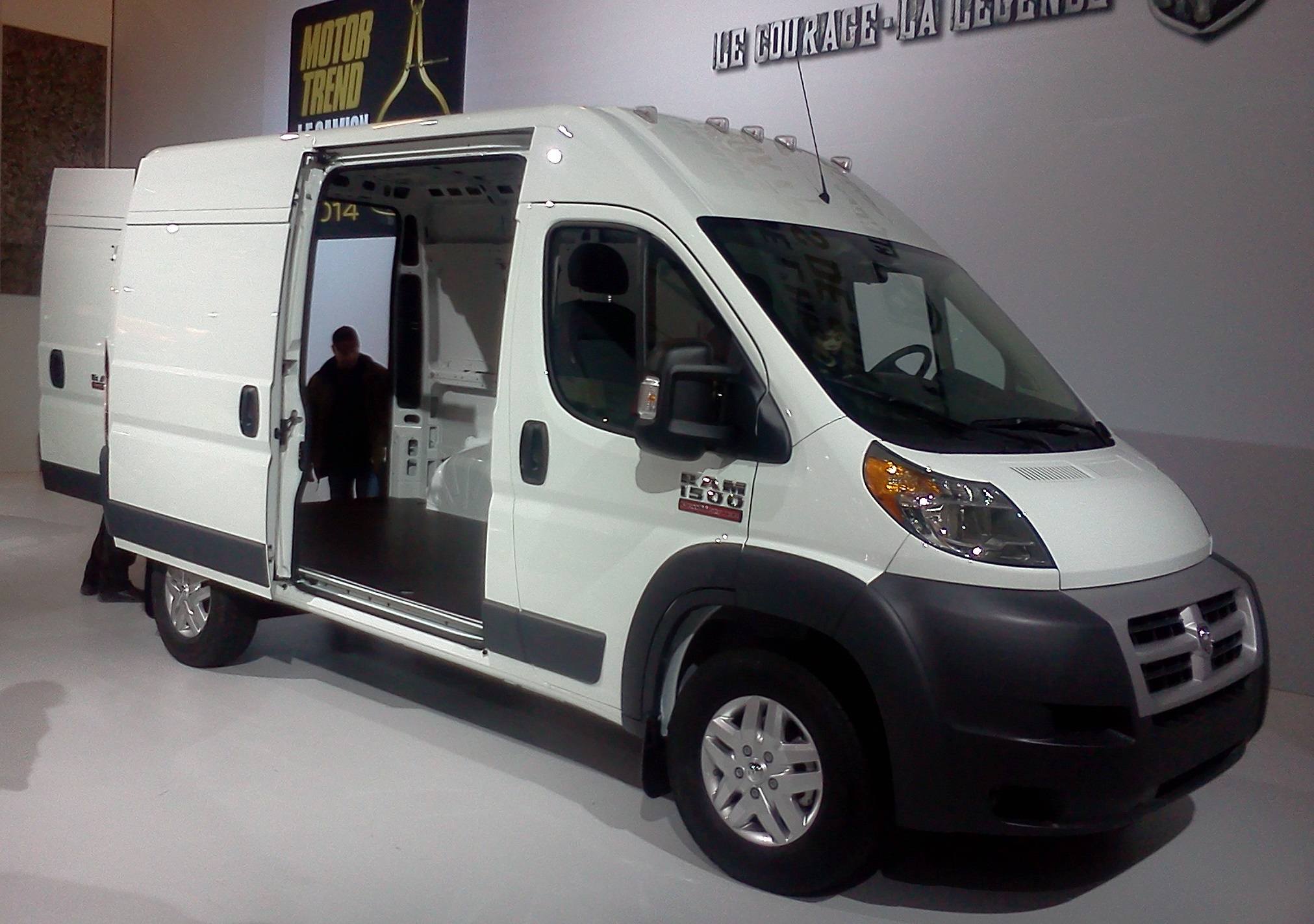
Ram ProMaster MY 2014

## Le remplaçant
Depuis 2009, date de la reprise du groupe Chrysler LLC par l'italien Fiat, Sergio Marchionne, nouveau patron de la société a décidé de scinder les activités de Dodge. D'un côté la division automobiles conserve son nom, par contre, la division Dodge Trucks devient Ram Trucks aussi appelée Division Ram Trucks, une filiale du constructeur  multinational Fiat SpA. Ram Trucks a conservé le logo Dodge avec la tête de bélier.
Les anciens alliés du groupe Daimler-Chrysler avaient maintenu, malgré l'abandon de Chrysler par Mercedes-Benz et leur rupture judiciaire aux torts de l'allemand en 2007, quelques rapports comme la fabrication et la vente de modèles utilitaires comme le Sprinter.
L'arrivée des dirigeants italiens aura pour conséquence d'arrêter tous ces anciens accords industriels et financiers. Fiat voulait depuis des années pénétrer le marché nord américain avec ses modèles utilitaires. Il le fait sous la marque Ram avec son Ducato en 2013 qui est le successeur du Sprinter, rebaptisé Ram ProMaster, puis avec son Doblo en 2014 nommé Ram ProMaster City.

## Galerie

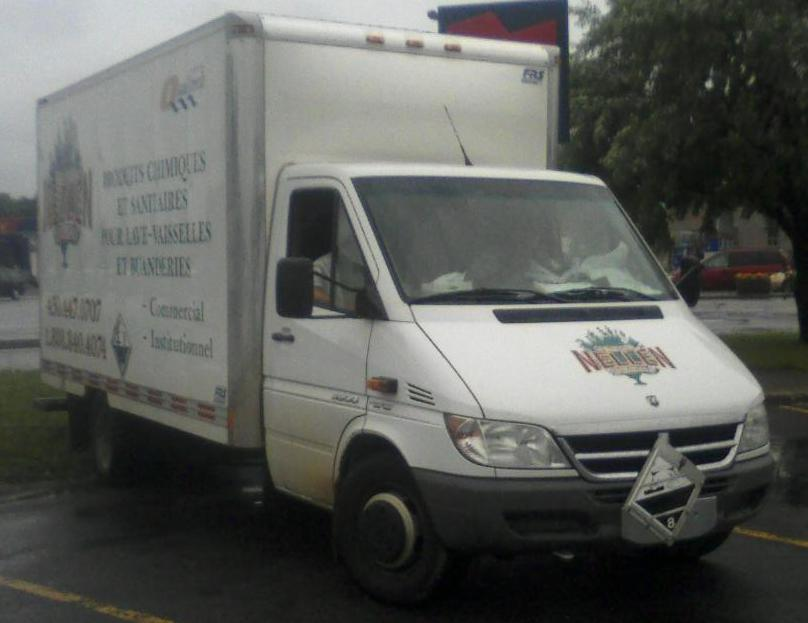
Dodge Sprinter châssis cabine 1re génération
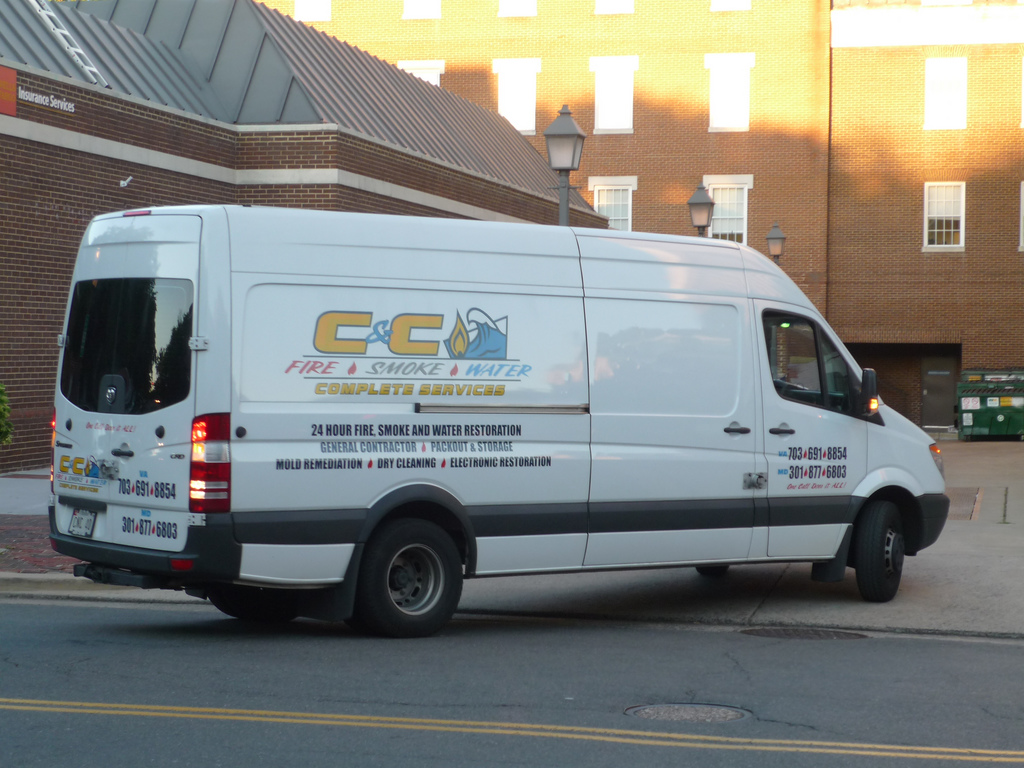
Dodge Sprinter fourgon 2e génération - vue arrière
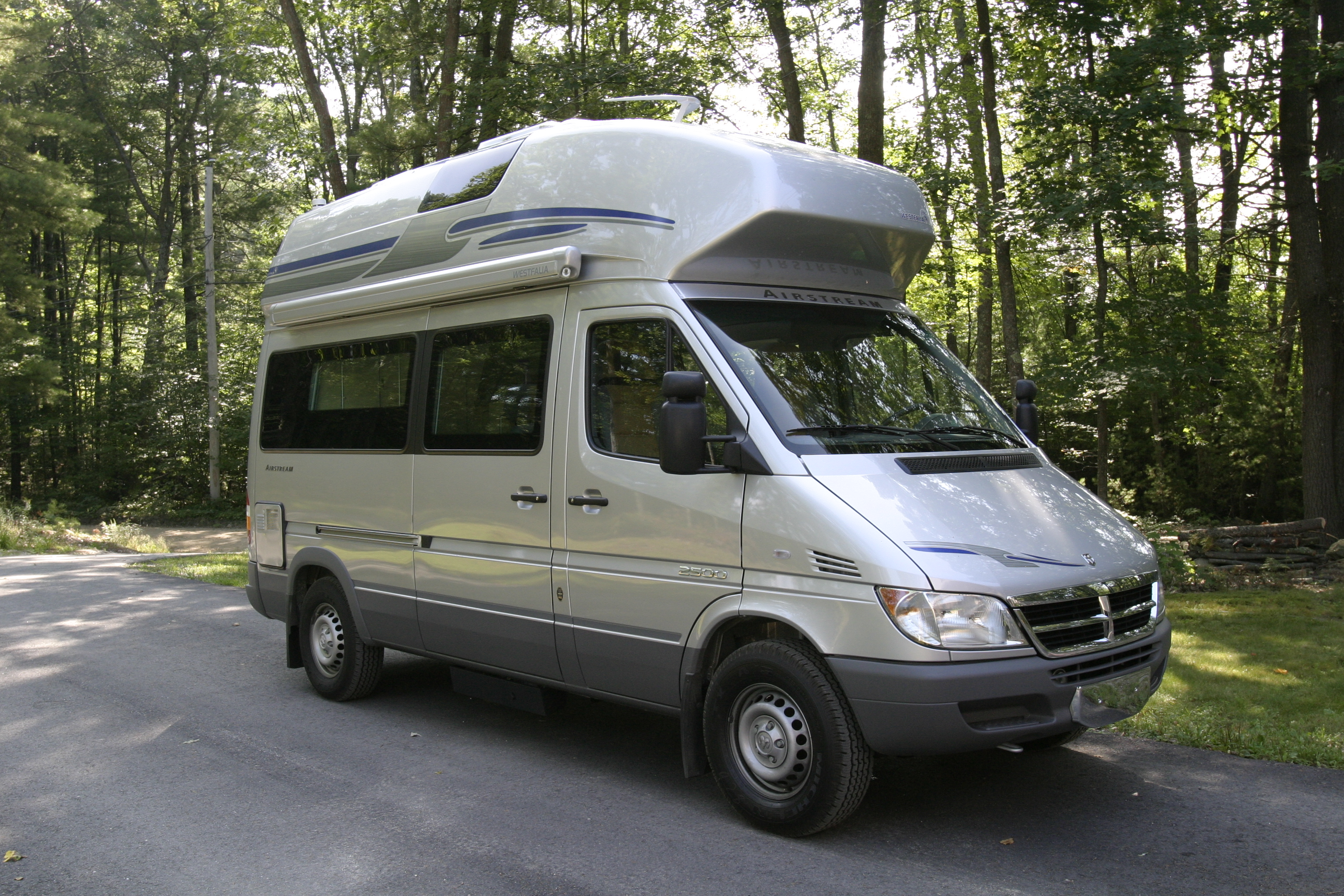
Camping car Dodge Sprinter 2e génération